# Мавза
Район Мавза (иногда Мауза) — район мухафазы Таиз в Йемене. По состоянию на 2003 год население района составляло 119 818 человек.

## История
Мавза была столицей региона Мофара в древнем Йемене. Король африканской торговой колонии Мавзы упоминался в Перипле Эритрейского моря.
Во время подъёма государства Зайди, когда Мавза был частью королевства, большинство йеменских евреев были изгнаны в Мавзу (1679—1680).

### Порт Мокко
Во время изгнания Мавзы, Мока (в 12 милях к западу от Мавзы) стал главным портом имамата Зайди, а Мавза утратила свой статус регионального порта Эт-Турба.